# Дентон, Джордж
Джордж Дентон (George H. Denton; род. 14 декабря 1939, Ороно, Мэн) — американский учёный, геолог-гляциолог, климатолог, специалист по геологической истории больших ледниковых покровов и небольших горных ледников, пионер и ветеран исследований в области изменения климата.
Член Национальной академии наук США (2002) и иностранный член Шведской королевской академии наук (1996), доктор философии (1965), профессор Университета Мэна (UMaine), адъюнкт-сотрудник Lamont–Doherty Earth Observatory.
Окончил Университет Тафтса. В Йельском университете получил степени магистра и доктора философии (1965) по геологии.
Его первая книга “The Last Great Ice Sheets” вышла в 1981 году.
Соавтор книги «The Fate of Greenland: Lessons from Abrupt Climate Change» (MIT Press, 2011) — за которую удостоился Phi Beta Kappa Award in Science.
Соредактор, совместно с Elisabeth Vrba, Paleoclimate and Evolution, with Emphasis on Human Origins (1996, ISBN 9780300063486).
В его честь названы Denton Hills. Близкий друг гляциолога Джона Мерсера, умершего в 1987 году.

## Награды и отличия
- Vega-Medaille[нем.] (1990)
- Distinguished Maine Professor Award, University of Maine Alumni Association (1993)[12]
- Phi Beta Kappa Award in Science[англ.] (2012)[13]
- GSA Distinguished Career award (2015)[14]

Почётный доктор Стокгольмского (1995) и Эдинбургского (2005) университетов.